# Нікопольський річковий порт
Нікопольський річковий порт — філія ПрАТ «Судноплавна компанія “Укррічфлот”». Розташований на Дніпрі у Нікополі.
Найближчі порти: Запорізький річковий порт — 84 км вверх по Дніпру; Новокаховський річковий порт — 110 км вниз по Дніпру.

## Історія
Від XIX ст. у місті існувала «Пристань Нікополь». Нікопольський річковий порт був побудований в 1956 році на березі Каховського водосховища. Від 1974 року Нікопольський річковий порт входив до складу Запорізького річкового порту. 
З 14 червня 2011 року — є відокремленим підрозділом (філією) ПрАТ «Судноплавна компанія “Укррічфлот”».

## Виробничі потужності
Спеціалізується на вантажо-пасажирських перевезеннях (поромний теплохід) на лінії «Нікополь» – «Кам'янка-Дніпровська». Також тут обробляються навалювальні й генеральні вантажі, в основному, будівельні матеріали (пісок, щебінь).
Порт знаходиться в 310 кілометрах від гирла Дніпра, до причалу приймаються судна типу «ріка-море» (довжина до 180 м, осадка до 4 м).

## Керівництво
- Скоробагатий Тарас Олександрович